# Ottowia konkukae
Ottowia konkukae es una bacteria gramnegativa del género Ottowia. Fue descrita en el año 2018. Su etimología hace referencia a la Universidad Konkuk, en Corea del Sur. Es aerobia e inmóvil. Tiene un tamaño de 0,5-1 μm de ancho por 0,5-2 μm de largo. Forma colonias opacas, circulares y de color amarillo claro. Temperatura óptima de crecimiento de 30 °C. Catalasa y oxidasa positivas. Se ha aislado de semillas podridas. 